# ミハイル・シチェンニコフ
ミハイル・アナトリェヴィッチ・シチェンニコフ （ロシア語: Михаил Анатольевич Щенников、1967年12月24日 - ）は、ロシア・エカテリンブルク出身の陸上競技選手。1996年アトランタオリンピックの男子50km競歩銀メダリストである。息子はPFC CSKAモスクワに所属しているサッカー選手のゲオルギ・シュチェンニコフ。

## 経歴
シチェンニコフは、デビューしてから長い間、20km競歩や、屋内競歩で活躍した選手であった。
シチェンニコフは、1985年にヨーロッパジュニア選手権の10000m競歩を制覇。翌年の1986年には世界ジュニア選手権をも制している。1988年ソウルオリンピックの直前の7月30日には20km競歩で1時間19分8秒の世界最高記録をマーク。しかしソウルでは、3位の選手から遅れること約30秒、6位という結果に終わる。
1991年東京で開催された世界選手権で、シチェンニコフは20km競歩に出場。レースはイタリアのマウリツイオ・ダミラノとの一騎討ちとなった。2人並んで競技場に入った後、シチェンニコフがスパート。フィニッシュラインを先頭で歩き抜けた。しかし、実はもう1周回残っていたため、ダミラノが逆転し、シチェンニコフは2位に終わった。
1992年バルセロナオリンピックでも20km競歩に出場。しかし、1時間27分17秒とタイムが振るわず、12位と惨敗してしまう。翌年の1993年のシュトゥットガルトの世界選手権では、3位という好位置をキープしていながら失格となってしまった。
1994年ヨーロッパ選手権は、20km競歩で1時間18分45秒で、ベラルーシのエフゲニー・ミシュリアに37秒差をつけ優勝。シチェンニコフが唯一、屋外での大きな大会で優勝を果たした大会となった。
1996年、シチェンニコフはロシア選手権の20kmを制すと、ドイツの大会ではじめて50km競歩に挑戦し3時間47分27秒のタイムで3位に入賞を果たす。そして、同年のアトランタオリンピックは20km競歩に加え、50km競歩にも出場することとなった。ところが、アトランタでは、本職の20km競歩では1時間21分9秒で7位という結果に終わってしまう。しかし、ほとんど経験のなかった50km競歩は3時間43分46秒の自己ベストで、ポーランドのロベルト・コジェニョフスキに次いで銀メダル獲得という栄誉に輝いた。

### 屋内での実績
シチェンニコフは、屋内での競歩で実績を残した選手として有名である。屋内で行う競歩は、短い距離で行われるためスピードが上がり、反則（ロスオブコンタクト）が出やすいこと。カーブに傾斜があるため正しい歩形が維持しづらいといった難点があった。そのため国際陸連は1994年に屋内での競歩を種目から除外している。
その屋内競歩でシチェンニコフは、ヨーロッパ室内選手権で、トータル6回行われた5000m競歩の内3回に出場し、3度とも優勝。世界室内選手権でも、1987年の大会から、最後の大会となった1993年まで4連覇という偉業を達成している。

## 自己ベスト
- 20km競歩 - 1時間18分36秒 （1996年）
- 50km競歩 - 3時間43分46秒 （1996年）

## 主な実績
| 年   | 大会                         | 場所                               | 種目       | 結果 | 記録          |
| ---- | ---------------------------- | ---------------------------------- | ---------- | ---- | ------------- |
| 1985 | ヨーロッパジュニア陸上選手権 | コトブス(東ドイツ)                 | 10000m競歩 | 1位  | 42分00秒43    |
| 1986 | 世界ジュニア陸上選手権       | アテネ(ギリシャ)                   | 10000m競歩 | 1位  | 40分38秒01    |
| 1987 | 世界室内陸上選手権           | インディアナポリス(アメリカ合衆国) | 5000m競歩  | 1位  | 18分27秒79    |
| 1988 | オリンピック                 | ソウル(韓国)                       | 20km競歩   | 6位  | 1時間20分47秒 |
| 1989 | ヨーロッパ室内陸上選手権     | ハーグ(オランダ)                   | 5000m競歩  | 1位  | 18分35秒60    |
| 1989 | 世界室内陸上選手権           | ブダペスト(ハンガリー)             | 5000m競歩  | 1位  | 18分27秒10    |
| 1989 | IAAFワールドカップ競歩       | ロスピタレット(スペイン)           | 20km競歩   | 2位  | 1時間20分34秒 |
| 1990 | ヨーロッパ室内陸上選手権     | グラスゴー(イギリス)               | 5000m競歩  | 1位  | 19分00秒62    |
| 1991 | 世界室内陸上選手権           | セビリア(スペイン)                 | 5000m競歩  | 1位  | 18分23秒55    |
| 1991 | IAAFワールドカップ競歩       | サンノゼ(アメリカ合衆国)           | 20km競歩   | 1位  | 1時間20分43秒 |
| 1991 | 世界陸上選手権               | 東京(日本)                         | 20km競歩   | 2位  | 1時間19分46秒 |
| 1992 | オリンピック                 | バルセロナ(スペイン)               | 20km競歩   | 12位 | 1時間27分17秒 |
| 1993 | 世界室内陸上選手権           | トロント(カナダ)                   | 5000m競歩  | 1位  | 18分32秒10    |
| 1993 | 世界陸上選手権               | シュトゥットガルト(ドイツ)         | 20km競歩   | -    | DSQ           |
| 1994 | ヨーロッパ室内陸上選手権     | パリ(フランス)                     | 5000m競歩  | 1位  | 18分34秒32    |
| 1994 | ヨーロッパ陸上選手権         | ヘルシンキ(フィンランド)           | 20km競歩   | 1位  | 1時間18分45秒 |
| 1995 | IAAFワールドカップ競歩       | 北京(中華人民共和国)               | 20km競歩   | 2位  | 1時間19分58秒 |
| 1995 | 世界陸上選手権               | イェーテボリ(スウェーデン)         | 20km競歩   | 6位  | 1時間22分16秒 |
| 1996 | オリンピック                 | アトランタ(アメリカ合衆国)         | 20km競歩   | 7位  | 1時間21分09秒 |
| 1996 | オリンピック                 | アトランタ(アメリカ合衆国)         | 50km競歩   | 2位  | 3時間43分46秒 |
| 1997 | 世界陸上選手権               | アテネ(ギリシャ)                   | 20km競歩   | 2位  | 1時間21分53秒 |